# Peninsaari
Peninsaari  (russe : Малый остров, en finnois : Peninsaari) est une île située dans le golfe de Finlande. 
L'île fait partie du raïon de Kingissepp de l'oblast de Léningrad en Russie.

## Présentation
Peninsaari est à 6 km à l'est-nord-est de l'île de Lavansaari et à 17 km à l'ouest de Seiskari.

## Histoire
L'île passe de la Suède à la Russie en 1721 en vertu du traité de Nystad, puis est cédée à la Finlande en 1920 avec le traité de Tartu. 
Avant la seconde guerre mondiale, Peninsaari faisait partie de la municipalité finlandaise de Lavansaari. 
Sur la rive orientale de l'île, près de Pataniemi, il y avait des habitations de pêcheurs. 
Au début de la guerre d'Hiver, l'île est occupée par l'marine soviétique le 30 novembre 1939 et la Finlande doit la céder à l'Union soviétique selon de la paix de Moscou, qui met fin à la guerre en 1940.